# Krzysztof Hildebrandt
Krzysztof Mikołaj Hildebrandt (ur. 6 grudnia 1953 w Wejherowie) – polski działacz samorządowy, od 1998 prezydent Wejherowa.

## Życiorys
W 1991 ukończył studia na Wydziale Prawa i Administracji Uniwersytetu Gdańskiego. Odbywał studia podyplomowe w Szkole Głównej Handlowej w Warszawie (na kierunku menedżer samorządu terytorialnego), na Politechnice Gdańskiej w zakresie zarządzania nieruchomościami i wyceny nieruchomości, na Uniwersytecie Ekonomicznym we Wrocławiu (na kierunku innowacyjne przywództwo – kształtowanie liderów zmian) oraz studia podyplomowe typu Executive MBA w Collegium Humanum. Został członkiem Stowarzyszenia Przyjaciół Rodziny w Wejherowie oraz Zrzeszenia Kaszubsko-Pomorskiego.
W 1990 objął mandat radnego rady miejskiej w Wejherowie, został następnie członkiem zarządu miasta. W 1998 został po raz pierwszy wybrany prezydentem miasta (przez radnych), uzyskując reelekcję na to stanowisko w I turze wyborów bezpośrednich w 2002, 2006, 2010, 2014 i 2018. W wyborach w 2024 został wybrany na kolejną kadencję, pokonując w II turze Marcina Bulczaka z Koalicji Obywatelskiej z wynikiem 52,3% głosów.

## Odznaczenia i wyróżnienia
- Krzyż Kawalerski Orderu Odrodzenia Polski (2009)[6]
- Złoty Krzyż Zasługi (2003)[7]
- Medal „Pro Bono Poloniae” (2024)[8]
- Złoty Medal za Zasługi dla Policji[2]
- Odznaka Honorowa za Zasługi dla Samorządu Terytorialnego (2015)[9]
- Brązowy Medal Uniwersytetu Gdańskiego „Bene merito et merenti” (2015)[10]
- Złota Odznaka Honorowa Polskiego Związku Niewidomych[2]